# José Segú
José Segú Soriano (La Garriga, 19 marzo 1935 – La Garriga, 25 luglio 2010) è stato un ciclista su strada spagnolo, professionista dal 1954 al 1966.

## Carriera
Buon corridore, nel corso della sua carriera ha ottenuto varie affermazioni, in particolare alla Vuelta a Catalunya e alla Vuelta a Andalucía. Vinse anche due tappe alla Vuelta a España, una nel 1962 e una nel 1963; nel 1959 si classificò secondo nella generale dietro Antonio Suárez.

## Palmarès
- 1953

Trofeo Jaumendreu
- 1955

6ª tappa Vuelta a Levante
- 1958

6ª tappa Vuelta a Catalunya
- 1959

1ª tappa Critérium du Dauphiné
2ª tappa Vuelta a Catalunya
- 1960

7ª tappa Vuelta a Catalunya
1ª tappa Gran Premio de Murcia
Gran Premio Ayuntamiento de Bilbao
3ª tappa Barcellona-Madrid
- 1961

6ª tappa Vuelta a Catalunya
- 1962

17ª tappa Vuelta a España
Circuito de Pascuas
1ª tappa Vuelta a Andalucía
5ª tappa Vuelta a Andalucía
6ª tappa Vuelta a Andalucía
8ª tappa Vuelta a Andalucía
- 1963

2ª tappa Vuelta a España
2ª tappa Grand Prix du Midi Libre
3ª tappa Vuelta a la Rioja
- 1965

3ª tappa Vuelta a Andalucía
Classifica generale Vuelta a Andalucía
Vuelta a Guatemala

## Piazzamenti

### Grandi giri
- Tour de France

1964: 45º
- Vuelta a España

1958: 42º
1959: 2º
1960: 20º
1962: 22º
1963: 31º
1965: 27º